# Championnat de France féminin de football 1992-1993
Navigation
Édition précédente Édition suivante
Le National 1A 1992-1993  est la 19e édition du championnat de France féminin de football. Le premier niveau national du championnat féminin oppose douze clubs français en une série de vingt-deux rencontres jouées durant la saison de football. Les trois dernières places du championnat sont synonymes de relégation en Nationale 1B.
Lors de l'exercice précédent, la division 1 était composé de trois groupes de dix clubs. À l'issue de cette saisons, les quatre meilleures équipes de chaque groupes intègre la nouvelle National 1A et les autres la National 1B.
À l'issue de la saison, le FC Lyon décroche le deuxième titre de champion de France de son histoire devant son rival, le FCF Juvisy. Dans le bas du classement, le Toulouse OAC, le RCF Mâcon et le Toulouse OM, sont relégués.
| \| FC Lyon FCF Juvisy ASJ Soyaux Saint-Brieuc SC VGA Saint-Maur ASPTT Strasbourg0 FCF Hénin-Beaumont Poissy JSF FCF Condéen Toulouse OAC Toulouse OM RCF Mâcon \| Localisation des clubs engagés dans le championnat. |
| FC Lyon FCF Juvisy ASJ Soyaux Saint-Brieuc SC VGA Saint-Maur ASPTT Strasbourg0 FCF Hénin-Beaumont Poissy JSF FCF Condéen Toulouse OAC Toulouse OM RCF Mâcon                                                           |

## Participants
Ce tableau présente les douze équipes qualifiées pour disputer le championnat 1992-1993. On y trouve le nom des clubs, la date de création du club, l'année de la dernière montée au sein de l'élite, leur classement de la saison précédente, le nom des stades ainsi que la capacité de ces derniers.
Légende des couleurs
- Champion de division 1 la saison précédente.

| Nom du club        | Date de création | Dernière montée | Classement 1991-1992 | Stade                  | Capacité | Victoires en championnat |
| ------------------ | ---------------- | --------------- | -------------------- | ---------------------- | -------- | ------------------------ |
| FCF Juvisy         | 1971             | 1986            | Vainqueur            | Stade Georges Maquin   | 2 000    | 1                        |
| Saint-Brieuc SC    | 1973             | -               | Finaliste            | Stade Fred-Aubert      | 13 500   | 1                        |
| FC Lyon            | 1970             | 1978            | 1/2 finaliste        | Plaine de Gerland      | 2 200    | 2                        |
| FCF Hénin-Beaumont | 1972             | -               | 1/2 finaliste        | Stade Raymonde Delabre | 500      | /                        |
| VGA Saint-Maur     | 1968             | -               | 1/4 de finaliste     | Stade Adolphe-Chéron   | 3 500    | 6                        |
| ASJ Soyaux         | 1968             | -               | 1/4 de finaliste     | Stade Léo Lagrange     | 4 800    | 1                        |
| ASPTT Strasbourg   | -                | 1984            | 1/4 de finaliste     | -                      | -        | /                        |
| Toulouse OM        | -                | 1983            | 1/4 de finaliste     | -                      | -        | /                        |
| RCF Mâcon          | -                | 1986            | 3 (Gr. A)            | -                      | -        | /                        |
| Poissy JSF         | -                | 1983            | 4 (Gr. A)            | -                      | -        | /                        |
| Toulouse OAC       | 1980             | 1988            | 4 (Gr. B)            | Stade de la Ramée      | 3 000    | /                        |
| FCF Condéen        | 1978             | 1981            | 4 (Gr. C)            | Stade Robert Gossart   | -        | /                        |

## Compétition

### Classement
Le classement est calculé avec le barème de points suivant : une victoire vaut deux points, le match nul un et la défaite zéro.
Critères de départage en cas d'égalité au classement :
1. classement aux points des matchs joués entre les clubs ex æquo ;
2. différence entre les buts marqués et les buts concédés par chacun d’eux au cours des matchs qui les ont opposés ;
3. différence entre les buts marqués et les buts concédés sur la totalité des matchs joués dans le championnat ;
4. plus grand nombre de buts marqués sur la totalité des matchs joués dans le championnat ;
5. en cas de nouvelle égalité, une rencontre supplémentaire aura lieu sur terrain neutre avec, éventuellement, l’épreuve des tirs au but.

| Rang | Équipe             | Pts | J  | G  | N | P  | Bp | Bc | Diff |
| ---- | ------------------ | --- | -- | -- | - | -- | -- | -- | ---- |
| 1    | FC Lyon            | 36  | 22 | 15 | 6 | 1  | 53 | 14 | +39  |
| 2    | FCF Juvisy T       | 31  | 22 | 12 | 7 | 3  | 51 | 21 | +30  |
| 3    | VGA Saint-Maur     | 29  | 22 | 12 | 5 | 5  | 34 | 18 | +16  |
| 4    | FCF Hénin-Beaumont | 28  | 22 | 13 | 2 | 7  | 43 | 32 | +11  |
| 5    | ASJ Soyaux         | 23  | 22 | 9  | 5 | 8  | 41 | 28 | +13  |
| 6    | ASPTT Strasbourg   | 23  | 22 | 8  | 7 | 7  | 38 | 40 | -2   |
| 7    | Poissy JSF         | 20  | 22 | 8  | 4 | 10 | 32 | 33 | -1   |
| 8    | Saint-Brieuc SC    | 20  | 22 | 9  | 2 | 11 | 33 | 45 | -12  |
| 9    | FCF Condéen        | 19  | 22 | 7  | 5 | 10 | 28 | 36 | -8   |
| 10   | Toulouse OAC       | 16  | 22 | 5  | 6 | 11 | 25 | 39 | -14  |
| 11   | RCF Mâcon          | 11  | 22 | 3  | 5 | 14 | 21 | 50 | -29  |
| 12   | Toulouse OM        | 8   | 22 | 2  | 4 | 16 | 24 | 67 | -43  |

|  | Relégué en National 1B. |
|  | T Tenant du titre. Pts points ; G victoires ; N match nuls ; P défaites Bp buts marqués ; Bc buts encaissés ; Diff différence de buts |

### Résultats
Source : Erik Garin et Hervé Morard, « France - List of Women Final Tables », sur rsssf.com
| Résultats (▼dom., ►ext.)                                   | Con | Hén | Juv | Lyo | Mâc | Poi | Soy | S-B | S-M | Str | Tou | Tou |
| FCF Condéen                                                |     | 0-2 | 0-0 | 0-2 | 0-1 | 4-1 | 1-0 | 1-0 | 1-2 | 3-1 | 2-2 | 7-1 |
| FCF Hénin-Beaumont                                         | 3-0 |     | 1-4 | 0-4 | 5-1 | 1-0 | 4-2 | 1-0 | 2-0 | 1-2 | 0-0 | 3-0 |
| FCF Juvisy                                                 | 1-1 | 4-1 |     | 0-4 | 4-0 | 0-1 | 2-0 | 4-5 | 4-0 | 1-1 | 4-1 | 4-1 |
| FC Lyon                                                    | 5-1 | 4-0 | 0-0 |     | 4-1 | 4-0 | 1-1 | 4-0 | 2-2 | 3-0 | 2-1 | 3-1 |
| RCF Mâcon                                                  | 1-3 | 0-1 | 0-0 | 2-2 |     | 0-0 | 1-2 | 1-2 | 0-1 | 1-4 | 1-5 | 2-1 |
| Poissy JSF                                                 | 1-1 | 1-4 | 1-3 | 1-0 | 1-2 |     | 1-3 | 5-1 | 0-2 | 3-2 | 1-1 | 2-0 |
| ASJ Soyaux                                                 | 5-0 | 0-2 | 1-3 | 2-2 | 3-2 | 1-1 |     | 3-0 | 1-0 | 5-0 | 0-1 | 1-2 |
| Saint-Brieuc SC                                            | 1-0 | 3-0 | 0-4 | 0-0 | 3-1 | 0-3 | 0-2 |     | 0-7 | 2-1 | 7-2 | 2-0 |
| VGA Saint-Maur                                             | 1-1 | 3-0 | 1-1 | 0-1 | 2-0 | 2-1 | 1-0 | 2-0 |     | 2-0 | 0-0 | 4-0 |
| ASPTT Strasbourg                                           | 3-1 | 2-2 | 1-1 | 1-2 | 1-1 | 2-1 | 2-2 | 2-1 | 3-0 |     | 2-1 | 4-3 |
| Toulouse OAC                                               | 0-1 | 1-5 | 0-1 | 0-2 | 3-0 | 0-3 | 1-1 | 1-5 | 0-1 | 1-1 |     | 1-0 |
| Toulouse OM                                                | 3-0 | 1-5 | 1-6 | 1-2 | 3-3 | 0-4 | 1-6 | 1-1 | 1-1 | 3-3 | 0-3 |     |
| - Victoire à domicile - Match nul - Victoire à l'extérieur |     |     |     |     |     |     |     |     |     |     |     |     |

## Bilan de la saison
| Championnat de France féminin de football 1992-1993 |                    |
| Champion                                            | FC Lyon (2e titre) |
| Dauphin                                             | FCF Juvisy         |
| Promotions et relégations                           |                    |
| Promus en National 1A                               | Stade quimpérois   |
| Promus en National 1A                               | OS Monaco          |
| Promus en National 1A                               | CS Blanc Mesnil    |
| Relégués en National 1B                             | Toulouse OAC       |
| Relégués en National 1B                             | RCF Mâcon          |
| Relégués en National 1B                             | Toulouse OM        |